# Rudolf Těsnohlídek
 (février 2023).
Si vous disposez d'ouvrages ou d'articles de référence ou si vous connaissez des sites web de qualité traitant du thème abordé ici, merci de compléter l'article en donnant les références utiles à sa vérifiabilité et en les liant à la section « Notes et références ».
Rudolf Tésnohlídek, né le 7 juin 1882 à Čáslav et mort le 12 janvier 1928 à Brno, également connu sous le pseudonyme de Arnošt Bellis, est un écrivain, poète, dramaturge, journaliste et traducteur tchèque. Il est célèbre pour sa fable La Petite Renarde rusée.

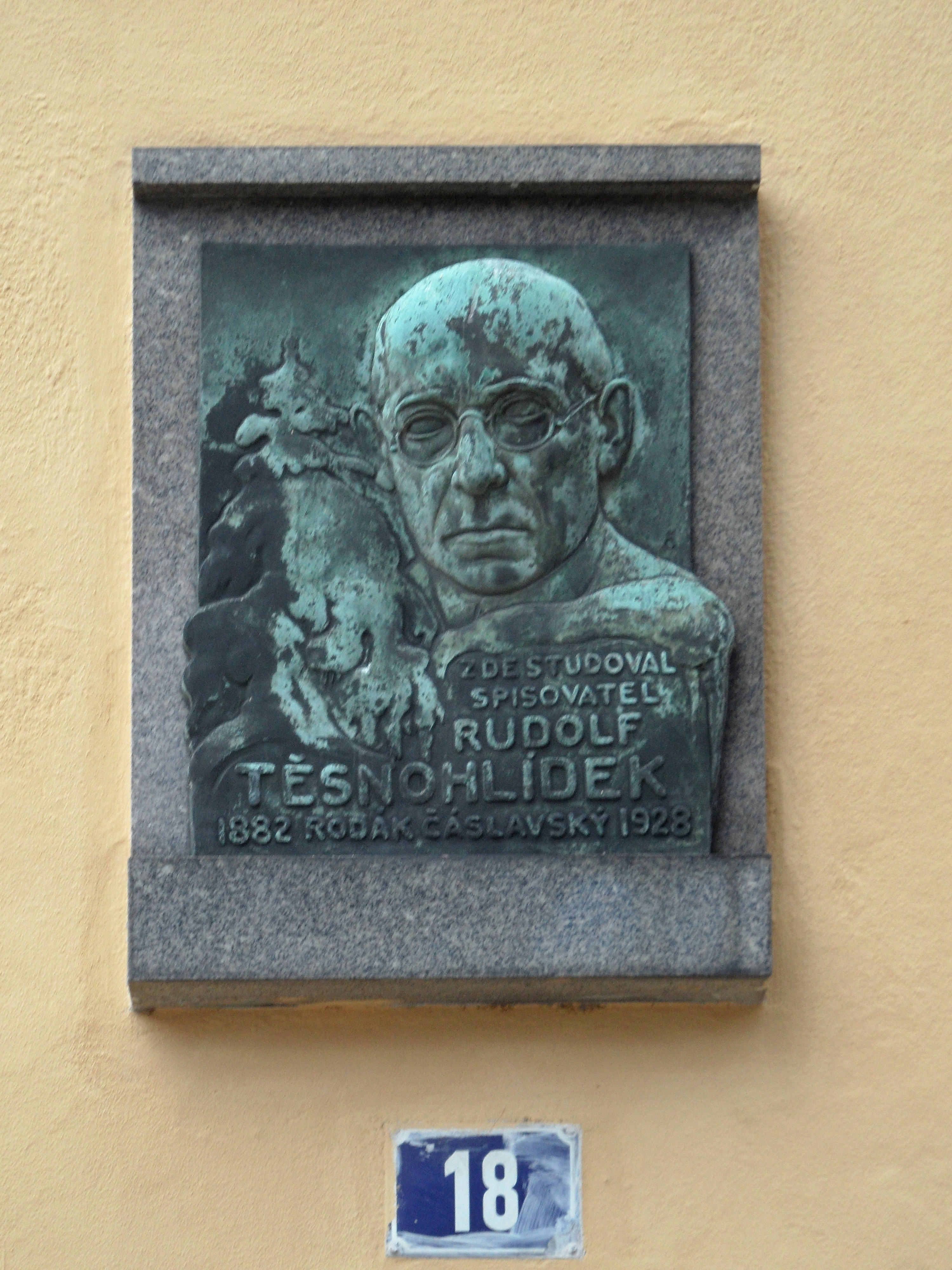
Plaque commémorative avec arbre de Noël dans sa ville natale de Čáslav.

## Biographie
Il nait en 1882 à Čáslav, au n° 34 de la rue Rybenská dans la banlieue de la ville. Son père, Josef Těsnohlídek, est un petit agriculteur qui travaille également en tant qu'équarrisseur. La profession de son père lui a valu les moqueries des autres enfants, ce que Rudolf, avec sa nature sensible, supporte difficilement. Il est calme, souvent replié sur lui-même. Son plus grand soutien est sa mère Josefa Těsnohlídková (née Mistolerová). Après fait ses études primaires à Čáslav, puis va au lycée à Hradec Králové. Là, il participe activement aux activités d'un club littéraire étudiant privé. Sa mère décède pendant ses études et quelques années plus tard, il subit un autre traumatisme lorsque son ami Fíla Weber se noie sous ses yeux, mort qui lui est imputée.
Après le lycée, il se rend à Prague en 1901, où il commence des études à la Faculté des arts de l'université Charles. À Prague, il rend visite aux sœurs de son défunt ami Weber, qui vivent en sous-location chez les Kroupa, il y rencontre une autre sous-locataire, sa future épouse, Jindra Kopecká. Ils se trouvent un intérêt commun pour la littérature et commencent à écrire ensemble. Ils se marient en 1905 et partent en lune de miel en Norvège. Mais le mariage est de courte durée... Jindra décède tragiquement dans la ville norvégienne de Vestnes après avoir été touchée par une balle du revolver qu'elle portait. Il n'a jamais été précisé s'il s'agissait d'un suicide ou d'un malheureux accident. Těsnohlídek a toujours soutenu la version d'un accident malheureux, et l'enquête policière a classé l'affaire sans suite. L'autopsie révèle qu'elle était déjà très malade avec une tuberculose au dernier stade. Cette mort tragique l'a marqué pour le reste de sa vie et a également influencé ses œuvres.
En 1906, Těsnohlídek s'installe à Brno, où il commence à travailler pour le journal Moravský kraj. Après la disparition du magazine Moravský kraj, il rejoint la rédaction de Lidové noviny. À partir de 1908, il rédige des articles judiciaires ce journal. En 1909, il se remarie avec Anna Kutilová et l'année suivante, un fils, Milan (1910–1986), nait de cette union. En 1912, il est correspondant de guerre en Serbie et en Albanie pendant la guerre avec la Turquie. En Serbie, fait la connaissance du docteur Navratil, qu'il présente par la suite à sa femme, laquelle tombe amoureuse de lui et demande le divorce.
Il se marie pour la troisième fois, en 1924, avec Olga Zámečníková (* 1894), née Vasická. Těsnohlídek souffre alors de dépression. Il est inquiet pour sa place au journal Lidové noviny. Son état mental s'aggrave lentement. Le 12 janvier 1928, en pleine salle de rédaction de Lidové noviny, il se suicide au révolver. Le lendemain, après avoir appris la nouvelle de la mort de son mari, sa femme Olga se suicide également, en s'asphyxiant au gaz, à la maison. Leurs restes sont incinérés le lendemain au crématorium de Pardubice et leurs urnes funéraires sont déposées au cimetière central de Brno le 11 février 1928.

### Œuvre poétique
- Nénie (1902)
- Le Jour (1923)
- La Paysanne (1926)
- La Table brisée (1935)

### Prose
- Deux entre autres (1906)
- La Petite Renarde rusée - publié en 1920, un conte merveilleux, que Leoš Janáček prend pour le livret de son opéra homonyme de La Petite Renarde rusée.
- Œil de paon (1922)

### Littérature enfantine
- Čimčirínek et les garçons (1922) - écrit pour son fils Milan
- Jours d'or (1926)
- Le cricket sur la route (1927)
- Le Nouvel Empire (1927)